# اوریستانو
اوریستانو (به ایتالیایی: Oristano) یک کومونه در ایتالیا است که در استان اریستانو واقع شده‌است.

## خصوصیات
اوریستانو ۸۴٫۶۳ کیلومترمربع مساحت و ۳۲٬۱۵۶ نفر جمعیت دارد و ۱۰ متر بالاتر از سطح دریا واقع شده‌است.

## خواهرخوانده
شهرهای Ciutadella de Menorca و گاردن سیتی، کانزاس خواهرخوانده‌های اوریستانو هستند.